# 永松秀麻
永松 秀麻（ながまつ しゅうま、1995年8月29日 - ）は、大阪府守口市出身のサッカー選手。ポジションは攻撃的ミッドフィールダー、フォワード。Korona Kielce(ポーランド1部)に所属。

## 経歴

### 小・中・高校時代
小学校時代は大阪寝屋川市の和光FCでプレーし、小学校5年生の時にフジパンカップで関西2位になった。
中学校時代はガンバ大阪門真jrユースでプレーし、その後関西大学北陽高等学校に入学。
最高成績は大阪ベスト8で終わった。

### 大学時代
関西大学北陽高等学校卒業後、関西大学体育会サッカー部に進学。
2014 - 2016年は関西サッカーリーグ1部である関大FC 2008でプレーし、2016年では、社会人大阪選抜に選出された。また同年、関西サッカーリーグ1部で8得点を記録し、得点ランキング4位を獲得した。
その活躍が認められ、2017年にトップチームに昇格。その後、同年5月に関西学生サッカーリーグ1部に初出場した。また、関西学生サッカー選手権大会3回戦で初得点を記録すると、準々決勝でも得点をし、総理大臣杯全日本大学サッカートーナメントへの切符を手にした。また、同年11月にも得点を記録し、全日本大学サッカー選手権大会出場に大きく貢献した。チームは関西学生サッカーリーグ1部4位、第66回全日本大学サッカー選手権大会で全国ベスト4を獲得した。

### SK Supernova時代（2018シーズン）
関西大学卒業後、2018年6月にラトビア2部相当のスーパーノヴァにテストを経て入団した。
22試合に出場し15得点(リーグ16試合に出場し、12得点)を記録した。またベストイレブンに選出され、チームのリーグ2位に大きく貢献した。上位4チームの昇格プレーオフで2位となり、入れ替え戦に出場したが昇格できなかった。

### FKトゥクムス時代　(2019シーズン)
Supernovaから同じくラトビア2部相当のトゥクムスに移籍した。
23試合に出場し20得点17アシスト
を記録した。また2年連続で年間ベストイレブンに選出され
チームはリーグ優勝を果たし一部昇格に大きく貢献した。

### Świt Skolwin時代 (2020~2021シーズン)
Tukums(ラトビア2部)からŚwit Skolwin(ポーランド4部)に移籍した。
33試合に出場し11ゴール7アシスト
を記録した。また、週間ベストイレブンに5回選出され
チームのリーグ2位に大きく貢献した。

### ズニチュ・プルシュクフ時代（2021~2024シーズン）
Świt Skolwin(ポーランド4部)からズニチュ・プルシュクフ（ポーランド3部）に2年契約で移籍した。
2021-22シーズンでは27試合に出場し4ゴール2アシストを記録した。また、週間ベストイレブンに2回選出された。
2022-23シーズンでは32試合に出場し6ゴール5アシストを記録した。また、週間ベストイレブンに6回選出されチームのリーグ2位とリーグ昇格に大きく貢献した。
その後、ズニチュ・プルシュクフ（ポーランド2部）と2024年6月30日まで契約更新した。
2023-24シーズンではIリガで31試合10ゴール5アシスト、ポーランド・カップで2試合1ゴール１アシストを記録した。また、週間ベストイレブンに3回選出され、リーグ11節のベストゴールにも選出された。

### コロナ・キェルツェ時代（2024~2025シーズン）
2024年6月30日の契約満了に伴い、ポーランド１部のコロナ・キェルツェに移籍した。
リーグ戦17試合に出場し１ゴール１アシストを記録し、カップ戦４試合に出場した。

### ルフ・ホジューフ時代（2025~ )
2025年6月30日の契約満了に伴い、ルフ・ホジューフ（ポーランド２部）に移籍した。